# Rieti
Rieti là thị xã tỉnh lỵ tỉnh Rieti, Ý. Thị xã này thuộc vùng Lazio, miền trung Ý, với dân số khoảng 47.700 người. Trung tâm thị xã nằm trên một đỉnh đồi nhỏ, nhìn ra một đồng bằng rộng ở rìa phía nam của một hồ cổ đại. Khu vực này hiện nay là lưu vực phì nhiêu của sông Velino. 

## Khí hậu
| Dữ liệu khí hậu của Rieti               | Dữ liệu khí hậu của Rieti | Dữ liệu khí hậu của Rieti | Dữ liệu khí hậu của Rieti | Dữ liệu khí hậu của Rieti | Dữ liệu khí hậu của Rieti | Dữ liệu khí hậu của Rieti | Dữ liệu khí hậu của Rieti | Dữ liệu khí hậu của Rieti | Dữ liệu khí hậu của Rieti | Dữ liệu khí hậu của Rieti | Dữ liệu khí hậu của Rieti | Dữ liệu khí hậu của Rieti | Dữ liệu khí hậu của Rieti |
| Tháng                                   | 1                         | 2                         | 3                         | 4                         | 5                         | 6                         | 7                         | 8                         | 9                         | 10                        | 11                        | 12                        | Năm                       |
| --------------------------------------- | ------------------------- | ------------------------- | ------------------------- | ------------------------- | ------------------------- | ------------------------- | ------------------------- | ------------------------- | ------------------------- | ------------------------- | ------------------------- | ------------------------- | ------------------------- |
| Trung bình ngày tối đa °C (°F)          | 8 (46)                    | 10 (50)                   | 13 (55)                   | 17 (63)                   | 22 (72)                   | 25 (77)                   | 29 (84)                   | 29 (84)                   | 25 (77)                   | 20 (68)                   | 14 (57)                   | 9 (48)                    | 18 (64)                   |
| Tối thiểu trung bình ngày °C (°F)       | 1 (34)                    | 0 (32)                    | 2 (36)                    | 5 (41)                    | 8 (46)                    | 11 (52)                   | 13 (55)                   | 13 (55)                   | 11 (52)                   | 7 (45)                    | 4 (39)                    | 1 (34)                    | 6 (43)                    |
| Lượng Giáng thủy trung bình mm (inches) | 111 (4.4)                 | 110 (4.3)                 | 95 (3.7)                  | 93 (3.7)                  | 75 (3.0)                  | 70 (2.8)                  | 35 (1.4)                  | 55 (2.2)                  | 87 (3.4)                  | 106 (4.2)                 | 171 (6.7)                 | 146 (5.7)                 | 1.154 (45.5)              |
| Nguồn:                                  |                           |                           |                           |                           |                           |                           |                           |                           |                           |                           |                           |                           |                           |

## Dân địa phương nổi bật
- Marcus Terentius Varro (116-27 TCN), học giả và nhà văn La Mã.
- Antonio Gherardi (1638-1702) họa sĩ, kiến trúc sư, và nhà điêu khắc.
- Giuseppe Ottavio Pitoni (1657 - 1743), nhà soạn nhạc.
- Arduino Angelucci (1901-1981) họa sĩ, kiến trúc sư, nhà điêu khắc.
- Renzo De Felice (1929 - 1996).
- Lucio Battisti (1943-1998), ca sĩ và nhạc sĩ.